# Grünn Szerén
Grünn Szerén, írásai alatt Grünn Szery (? – ?) erdélyi költő, szerkesztő.

## Munkássága
Cikkeit közölte az Aradi Közlöny és a Brassói Lapok (1913), a marosvásárhelyi Színház 1919. 1. évf. 1-16. sz. márc.?-jún. 8 c. lap társszerkesztője (1919), 1919-ben Szabó Pál társulata játszott Marosvásárhelyen.
Bogáncsok c. verskötetét (Marosvásárhely : Világosság könyvnyomda, 1920. 78 p.) Osvát Kálmán vezette be, többek közt a következő szavakkal: „Akik a verset szeretik, minden versét szeretni fogják. Te című versét azok is, akik csak a legjobb verseket szeretik.”